# 인간 실격: 내가 만약 죽는다면
《인간 실격: 내가 만약 죽는다면》(人間・失格～たとえばぼくが死んだら)은 1994년에 방송된 일본의 텔레비전 드라마이다.

## 개요
명문 사립 중학교를 무대로, 집단 따돌림, 체벌, 동성애, 자살, 아버지의 복수 등을 다룬 드라마이다. 윤리, 도덕적으로 금기시되는 소재를 다뤄 〈과격하고 흥미위주의 내용이다.〉 라는 시청자의 비판이 많아 초반에는 시청률이 낮았으나(2화는 9.8%), 서서히 시청률이 올라 마지막회에서는 28.9%를 기록했다.

### 화제성
화제를 모은 주요 장면이나 설정은 다음과 같다.
- 책상 위에 (죽은 사람에게 주는 꽃이 담긴)꽃병을 두거나 양손을 묶고 알몸이 되게 하는 등 많은 괴롭힘 장면이 구체적으로 묘사된다.
- 체육교사가 학생을 폭행하거나 학생의 얼굴을 수영장에 담가 기절시키는 등의 체벌 장면이 등장한다.
- 사립 남학교에서 남자교사가 남학생에게, 남학생이 남학생에게 연애 감정을 갖는 동성애 설정이 등장한다.
- 드라마 중반 주인공의 아들이 자살해, 아버지가 아들에게 체벌을 가한 교사와 집단 따돌림 한 학생들에게 복수를 한다는 내용이 전개된다.

## 줄거리
도쿄의 명문학교 슈와학원 중등부. 비교적 부유한 가정에서 자란 아이들이 다니는 사립 남학교가 무대이다. 학생들은 1등을 놓고 경쟁하는데, 그 모습은 히스테릭하며, 각자의 내면의 그늘을 느끼게 한다. 최근엔 교내에서 키우던 토끼가 피가 뽑혀 참살당한 끔찍한 사건이 일어났다.
중학교 3학년 오바 마코토(도모토 쓰요시)는 아버지 오바 마모루(아카이 히데카즈), 후처인 오바 나쓰미(요코야마 메구미)와 함께 고베에서 도쿄로 이사하며 슈와학원 3학년 A반으로 전학오게 된다. 마모루는 라면가게를 운영하며, 나쓰미는 임신 중이다. 사춘기 남학생 치고는 매우 올바르고, 아버지 마모루와도 사이가 좋아 후처인 나쓰미와도 나쁘지 않게 생활하고 있다.

## 등장인물
- 오바 마모루 - 아카이 히데카즈
- 모리타 지히로 - 사쿠라이 사치코
- 오바 나쓰미 - 요코야마 메구미
- 오바 마코토 - 도모토 쯔요시
- 가게야마 루카 - 도모토 코이치
- 무토 가즈히코 - 구로다 유키
- 니미 에쓰오 - 가세 가이슈
- 3학년 A반 학생 - 가시와바라 슈지, 미야케 켄
- 미야자키 신이치 - 사이토 요스케

## 제작진
- 각본 - 노지마 신지
- 음악 - 센주 아키라